# 伟大的卫国战争 (纪录片)
《伟大的卫国战争》（俄语：Великая война）是俄罗斯第一頻道为纪念苏德战争胜利65周年，在2010年拍摄的纪录片。2010年3月29日，第一季八集纪录片开始首播。2012年5月7日，第一季播出结束整整两年后，第二季十集走上荧屏。
2012年，中国中央电视台引进了《伟大的卫国战争》。6月19日晚起，该片的第一季在中央电视台综合频道《魅力纪录》栏目中播出。8月20日起，中央电视台又在同一栏目播出了第二季。
《伟大的卫国战争》片中除了利用二战老照片、当事人的回忆录等资料外，还大规模地使用了3D动画技术再现历史画面。

## 剧集
- 第一季

1. 巴巴罗萨行动
2. 莫斯科保卫战
3. 列宁格勒之围
4. 兵临城下
5. 激战库尔斯克
6. 巴格拉基昂行動
7. 解放乌克兰
8. 柏林战役

- 第二季

1. 基辅1941
2. 塞瓦斯托波尔防线
3. 勒热夫-瑟乔夫卡战役
4. 高加索战役
5. 空中大战
6. 大海战
7. 游击战
8. 谍报战
9. 大反攻
10. 对日战争